# Sergio Israel
Sergio Israel (1957) es un periodista y escritor uruguayo.
Aprendió  el oficio de impresor en la ex República Democrática Alemana y estudió periodismo en la Universidad Autónoma de Barcelona; también ejerció la docencia a nivel universitario. Ha colaborado en los semanarios Brecha y Búsqueda, y en los periódicos Mundo Afro, y El País Cultural.

## Obras
- El enigma Trabal (Trilce, 2002)
- Yenia Dumnova, un amor en la guerra fría (Trilce, 2004)
- Silencio de estado. Eugenio Berríos y el poder político en Uruguay  (Aguilar, 2008)
- Mujica, el florista presidente (Fin de Siglo, 2010)
- El agente rojo (Fin de Siglo, 2010)
- El enigma Trabal. La conexión francesa. (Fin de Siglo 2011)
- El golpe de Febrero (con Yuri Gramajo) (Planeta 2013)
- Pepe Mujica, el presidente. Una investigación no autorizada (Planeta, 2014)
- El General. Biografía de Liber Seregni (con Valeria Conteris) (Planeta, 2016)
- Tabaré Vázquez, compañero del poder (Planeta, 2018)
- El librero de Moscú (Planeta 2022)
- La clandestina y el capitán (Planeta, 2025)